# Atanga
Dacryodes edulis, safou o pera africana és un fruit tropical d'un arbre natiu de l'Àfrica tropical. El nom del gènere prové del grec: dakruon, llàgrima, per les gotes de resina que es veuen als troncs.

## Descripció
Dacryodes edulis és un arbre perennifoli de 18-40 m d'alt al bosc però no més de 12 m .en les plantacions. El fruit és una drupa el·lipsoidal blau fosc o viola mentre la polpa és verda.

## Hàbitat i distribució
Preferentment viu en la selva humida però és adaptable, originàriament es troba a Angola, Nigèria, Sierra Leone i fins a Uganda. També es cultiva a Malàisia.

## Usos
Produeix oli amb els àcids grassos palmític, oleic, esteàric, linoleic i linolènic.
És un aliment tradicional a l'Àfrica d'importància nutritiva i pel desenvolupament.
El fruit es pot menjar cru o cuinat en aigua salada o rostit. La pulpa té un 48% d'oli. Es pot cultivar associat a conreus tolerants a l'ombra com són el Xanthosoma sagittifolium i el taro.
La fusta és elàstia i es fa servir per fer eines o fusteria. l'arbre millora la fertilitat del sòl a més de servir en la medicina tradicional.